# Jason Crowe
Pour les articles homonymes, voir Crowe.
Jason Crowe est un footballeur anglais né le 30 septembre 1978 à Sidcup, Londres, qui joue au poste d'arrière droit ou comme défenseur central occasionnellement à Leyton Orient. Crowe est un joueur puissant et vif qui fait de belles montées et tente souvent sa chance. C'est lors du mercato d'été 2009, que Jason Crowe arrive à Leeds United après la relégation de son club : Northampton Town ; il remplace ainsi le départ de Frazer Richardson.
Le 31 janvier 2011, il signe un contrat de 5 mois avec Leyton Orient. En fin d'année, il s'engage au club de Northampton Town.

## Carrière
- 1995-1999 : Arsenal FC  Angleterre
- → 1998-1999 : Crystal Palace  Angleterre
- 1999-2003 : Portsmouth FC  Angleterre
- → 2000 : Brentford FC  Angleterre
- 2003-2005 : Grimsby Town FC  Angleterre
- 2005-2009 : Northampton Town FC  Angleterre
- 2009-2011 : Leeds United  Angleterre
- 2011 : Leyton Orient  Angleterre
- 2011- : Northampton Town  Angleterre